# Godemarci
Godemarci este o localitate din comuna Ljutomer, Slovenia, cu o populație de 103 locuitori.